# Антибольшевистское восстание в Шадринском уезде (1918)
Антибольшевисткое восстание в Шадринском уезде — вооруженное выступление против установления советской власти в Шадринском уезде Пермской губернии вспыхнувшее летом 1918 года в городе Шадринске и его окрестностях и продолжавшееся до весны 1919 года.

## Характер и причины восстания
Пик противостояния красных и белых на Урале включает в себя несколько этапов. Первым этапом стала консолидация зажиточной крестьянской прослойки, городского купечества и интеллигенции вокруг демократически настроенных сил, политически противостоявших установлению советской власти на территории уезда с конца октября 1917 года по весну 1918 года.
Второй этап Антибольшевистского крестьянского повстанческого движения на Урале охватывает период с июня 1918 г. по февраль 1919 г. Его начало связано с мятежом Чехословацкого корпуса, послужившего катализатором антибольшевистского протеста в регионе.
На этом этапе антибольшевистское движение достигает своего пика: восстания принимают организованный характер и охватывает целые уезды. Окончание этого этапа органично связано с вытеснением колчаковцами Красной армии с территории Урала. Третий этап включает события произошедшие на территории уезда с марта по август 1919 года: отступление колчаковцев к Тоболу и дальше на восток, к Омску, затем постепенно затухание выступление и события Западно-Сибирского восстания. Основными причинами выступления крестьян в регионе являются политика «военного коммунизма» большевиков по отношению к крестьянству и преследование городской и сельской интеллигенции новыми властями. Вышеизложенные события, а так же события произошедшие в связи с мятежом Чехословацкого корпуса послужили кратко временному установлению власти белых на территории Шадринского уезда.

## Ход восстания
Весной 1918 г. в Шадринском уезде Пермской губернии на основе имущества демобилизованного 139-го пехотного полка царской армии были сформированы отряды Красной гвардии, продовольственный отряд, боевая партийная дружина (только на содержание последней с зажиточных горожан Шадринска было собрано 500 тысяч рублей). У этих военизированных формирований было двойное предназначение — сохранить власть большевиков в городе и осуществить начатый декретами центрального правительства поход за хлебом в деревню. Попытки решить силовыми методами проблему продовольственного обеспечения крупных промышленных центров встретили ожесточенное сопротивление зажиточных крестьян. Как свидетельствуют ежедневные сводки о положении дел на фронте, которые составлял штаб Северо- Урало-Сибирского фронта, в июне 1918 г. весь Шадринский уезд был охвачен огнем крестьянских восстаний.
Чтобы справиться с нарастающим социальным протестом уральских крестьян, шадринские большевики были готовы идти на крайние меры. Так, они не только разрешили матросу Петрову набрать из местных уголовных преступников добровольческий партизанский отряд, но и помогли вооружить и экипировать его.
Согласно боевому расписанию отрядов Уральского военного округа от 19 июня 1918 г., в отряде Петрова было 70 штыков, что составляло 8 % общей численности войск красных на Шадринском направлении. В дальнейшем этот отряд влился на правах роты в состав вновь формируемого добровольческого 4-го Уральского стрелкового полка.
Довольно интересной представляется попытка шадринских большевиков упрочить свое положение за счет активного сотрудничества с многочисленными иностранными военнопленными Первой мировой войны. Весной 1918 г. в Шадринске из военнопленных оформилась группа интернационалистов, в которой состояло до 300 мадьяр и немцев — количество, вполне сопоставимое с численностью шадринских большевиков. Боевой опыт Первой мировой войны, высокий образовательный уровень, дисциплинированность превращали бывших военнопленных в исключительный по важности резерв для вновь формирующихся регулярных частей Красной Армии. В конце лета 1918 г. даже в добровольческих коммунистических полках, таких как 1 -й Крестьянский коммунистический, 1-й Камышловский и др., были целые роты, состоявшие из иностранцев.
С целью сохранить свое влияние 20 июня 1918 г. шадринские большевики созвали уездный съезд солдат-фронтовиков, которые в 1917 г. были их главной социальной опорой. Большевики надеялись, что съезд поддержит проведение в Шадринском уезде мобилизации в Красную Армию. Однако вчерашние сторонники большевиков успели за 5 месяцев разочароваться в новой власти. По предложению президиума, съезд проголосовал не только за отмену мобилизации, но и за разоружение отрядов Красной гвардии
Опираясь на вооруженную силу, большевики разогнали съезд, а 3 членов президиума расстреляли. Съезд фронтовиков выявил основную проблему большевистской власти: те социальные слои, с молчаливого одобрения которых большевики осенью 1917 г. смогли осуществить захват власти в центре, а в дальнейшем и в провинции, к лету 1918 г. были вполне удовлетворены результатами революции и не хотели дальнейших социальных преобразований, особенно в русле «военного коммунизма».
В конце июня 1918 г. белые активизировали свои действия на Шадринском направлении. 26 июня в Курган прибыл только что сформированный в Омске 2-й Степной Сибирский полк во главе с подполковником Д. Н. Панковым. В Кургане полк был усилен батальоном чехословаков и Курганским добровольческим отрядом поручика Франтишека Грабчика и получил от командира 2-го Степного Сибирского корпуса полковника П. П. Иванова-Ринова приказ занять Шадринск и важную железнодорожную станцию Богданович, чтобы отрезать тюменскую группу войск красных. Все подразделения белых находились в процессе формирования и несмотря на то, что носили названия полков, дивизий и корпусов, были весьма малочисленны. Так, по сведениям эмигрантского историка Б. Б. Филимонова, в поход на Шадринск под общим руководством подполковника Панкова выступило всего 500 бойцов.
Малочисленность чехов и белых побуждала их активно поднимать на борьбу с большевиками местное население. С этой целью их гонцы разъезжали по селам и деревням занятой большевиками местности, агитируя крестьян свергать большевистские органы власти и формировать боевые дружины для защиты от большевиков. Как это происходило на практике можно понять из телеграфного разговора советского военрука Бахтина со штабом Северо-Урало-Сибирского фронта, где отмечается, что «часов в 11 ночи с 28 на 29 июня [в] село Кабанское приехало 2 грузовых автомобиля с чехословаками числом около 30 человек. Руководил ими житель села Кабанского Григорий Зиновьевич Полуянов. Чехословаки сейчас же приступили к аресту волостного Совета». В ходе разговора военрук Бахтин неоднократно просил выслать ему обещанные подкрепления, поскольку «имеющимися в моем распоряжении силами моментально подавить все вспышки невозможно». В ответ старший адъютант штаба Северо-Урало-Сибирского фронта Иванов рекомендовал Бахтину «к подавлению каких бы то ни было выступлений контрреволюционеров и всяких вспышек принимайте самые решительные меры вплоть до расстрела». 29 июня в результате наступления двух колон, с востока со стороны Кургана, и с юга со стороны ж.д.станции Мишкино белочехи взяли Шадринск. В результате совместного наступления подразделений белых и чехов, красные отступили в сторону Далматова, удерживая села Иванищевское и Замарайское. В селе Иванищевском местная добровольная дружина оказала сопротивление красным, но была разогнана, село сожжено красными в отместку за оказанное сопротивление, а жители разбежались и укрылись по лесам и окрестным селениям.
После падения Шадринска в уезде продолжал разгораться огонь крестьянских восстаний. Упорные бои в районе между Шадринском и Богдановичем продолжались до конца июля и закончились в итоге в пользу белых.